# Antebythoceratina
Antebythoceratina is een geslacht van kreeftachtigen uit de klasse van de Ostracoda (mosselkreeftjes).

## Soorten
- Antebythoceratina brueggei (Gruendel, 1973) Schornikov, 1990
- Antebythoceratina kolymensis Schornikov, 1993 †
- Antebythoceratina spinosa (Blumenstengel, 1979) Schornikov, 1990